# Peter Ulrich (Theologe)
Peter A. Ulrich (* 12. Juli 1953 in Bremen) ist ein deutscher evangelischer Theologe und Domprediger am Bremer Dom sowie  Sachbuchautor.

## Biografie
Ulrich ist der einzige Sohn des Kaufmanns Günter Ulrich und seiner Ehefrau Annemarie Ulrich, geb. Wrissenberg. Er besuchte in Bremen von 1960 bis 1964 die Grundschule am Baumschulenweg und dort von 1964 bis 1972 Gymnasium an der Hermann-Böse-Straße.
Nach einem Semester Jura an der Universität Tübingen und der Absolvierung seines Grundwehrdienstes bei der Bundesmarine studierte er von 1974 bis 1979 evangelische Theologie an der Kirchlichen Hochschule Wuppertal und an der Universität Göttingen.
Als Repetent der Bremischen Evangelischen Kirche am Fachbereich Evangelische Theologie der Universität Göttingen begann er 1979 unter Leitung von Professor Rudolf Smend (Altes Testament) seine theologische Dissertation zum Thema Hermann Schultz’ ‚Alttestamentliche Theologie‘ im Zusammenhang seines Lebens und Werkes, mit der er 1989 in Göttingen promovierte.
Ulrich absolvierte von 1983 bis 1985 sein Vikariat an der Vereinigten Protestantischen Gemeinde der Bürgermeister-Smidt-Gedächtniskirche in Bremerhaven, wurde dort 1985 Hilfsprediger und 1986 zum Pastor gewählt.

1992 wechselte er zur evangelisch-lutherischen St.-Petri-Domgemeinde Bremen. Neben der Gemeindearbeit – Jugend- und Erwachsenenarbeit / Bildungsarbeit: Vorträge und Seminare – sind hier seine Schwerpunkte die Domgeschichte, die Bremische Kirchengeschichte sowie die Bremer Personengeschichte. Er emeritierte am 1. März 2019.
Er ist seit 2002 verheiratet mit Juliane Ulrich, geb. Trummler; er hat vier Kinder.

## Mitgliedschaften / Ehrenämter
- Evangelischer Arbeitskreises für kulturelle Fragen, Bremen, Vorsitzender (seit 1994)
- Die Maus, Gesellschaft für Familienforschung, Bremen, Vorsitzender (1994–2005), Ehrenvorsitzender (seit 2005)
- Vereinigung für Bremische Kirchengeschichte, stellvertretender Vorsitzender
- Historische Gesellschaft Bremen, Beisitzer im Vorstand
- 1990: Ehrenritter; 2003 Rechtsritter des Johanniterordens; ab 2009 Kurator des Johanniterhauses in Bremen;[1] Orden St. Johannis vom Spital zu Jerusalem, Rechtsritter
- Rotary Club Bremen-Roland
- Verein der Lehrerfreunde von 1823, Bremen
- Von-Post-Stipendium, Bremen
- Verein zum Wohltun, Bremen
- Verein für Innere Mission, Bremen

## Schriften (Auswahl)
- Hermann Schultz’ „Alttestamentliche Theologie“ im Zusammenhang seines Lebens und Werkes, Dissertation. Göttingen 1989.
- Hg. mit Detlev G. Gross: Bremer Häuser erzählen Geschichte, 1. Band. Döll Edition, Bremen 1998, ISBN 3-88808-245-5.
- Hg. mit Detlev G. Gross: Bremer Häuser erzählen Geschichte, 2. Band. Döll Edition, Bremen 2001, ISBN 3-936289-31-X.
- Aufbruch von der Weser. Die Biographie des Segelschiffkapitäns Johann Gerhard Lange (1810–1881), H. M. Hauschild, Bremen 2007, ISBN 978-3-89757-385-7.
- Der Domprediger Oscar Mauritz (1867–1959) – „Religion ist Seelenfeier“. In: Detlev G. Gross (Hg.), Pastoren in Bremen, Bremen 2007 (Band 2 der Schriftenreihe der Stiftung Bremer Dom e.V.), S. 92–109
- Marienverehrung im Bremer St. Petri Dom. In: Hospitium Ecclesiae. Forschungen zur Bremer Kirchengeschichte Band 24, Bremen 2009, S. 151–166.
- „Denn in Hartwich haben wir einen der produktivsten Bremer Pastoren gehabt.“ – Der Domprediger Otto Hartwich (1861–1948). In: Lars U. Scholl (Hg.), Regionale Herkunft und nationale Bedeutung, Jahrbuch der Wittheit zu Bremen 2010/2011, Hauschild Verlag, Bremen, S. 212–230.
- „Unser altes Haus“. Der junge Rudolf Alexander Schröder in Bremen. In: Hans-Albrecht Koch (Hg.), Rudolf Alexander Schröder (1878–1962), (Beiträge zur Text-, Überlieferungs- und Bildungsgeschichte. Hg. von Hans-Albrecht Koch. Band 4, 2013), S. 33–70.
- „Alles, was ich getan habe, hatte das eine Ziel, in der Kirche ein ganzer Nationalsozialist zu sein.“ Zur Biographie des Bremer „Landesbischofs“ Heinz Weidemann (1895–1976). In: Bremisches Jahrbuch Band 93 (2014), S. 157–186.